# Petrus van Geldorp
Petrus (Pieter) Johannes Antonius Christiaan van Geldorp (Rotterdam, 11 september 1872 - Turnhout (België), 23 februari 1939) was een Nederlands illustrator, tekenaar en graficus.
Petrus van Geldorp kwam voort uit het katholieke gezin van de schilder Wilhelmus Petrus van Geldorp, die vooral religieuze kunst maakte. Op zijn dertiende ging hij naar het internaat van de franciscanen te Megen, maar stopte na drie jaar omdat hij geen priester wilde worden. Van Geldorp volgde een opleiding aan de Rijksakademie van Beeldende Kunsten in Amsterdam en kreeg privéles van zijn vader. 
Hij maakte politieke prenten voor de kranten De Tijd en De Amsterdamsche Courant. Soms schemerden daar zijn anti-socialistische opvattingen doorheen.
Voor tijdschriften als Het weekblaadje voor de roomsche jeugd en De Engelbewaarder en diverse kinderboeken verzorgde hij de illustraties. Voor uitgeverij Malmberg maakte hij tijdens de jaren 1920 de schoolplaten van de reeks 'In Nieuwe Richting' van Alberts en
Martens en enkele historische schoolwandplaten.
Hij ontwierp verder reclame voor onder meer Anton Jurgens' Margarinefabrieken in Oss en zeepfabriek De Klok te Heerde.
Hij vestigde zich in 1934 in Parijs en 1936 in Turnhout, waar hij in 1939 overleed.

## Galerij

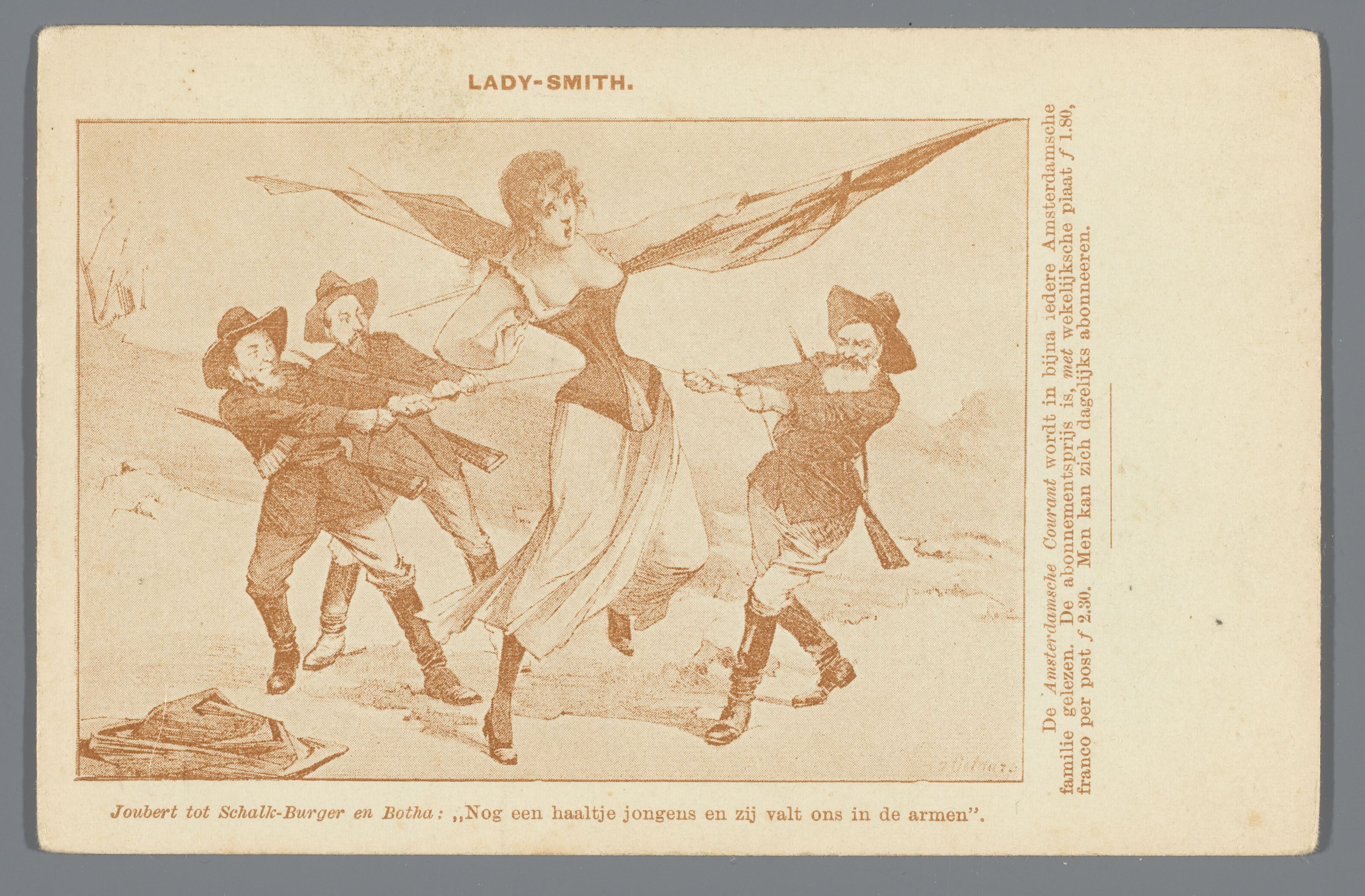
Boerenoorlog in Zuid-Afrika: Drie mannen trekken aan een dame = Lady-Smith.Tekst onder de prent: Joubert tot Schalk-Burger en Botha: "Nog een haaltje jongens en zij valt ons in de armen"
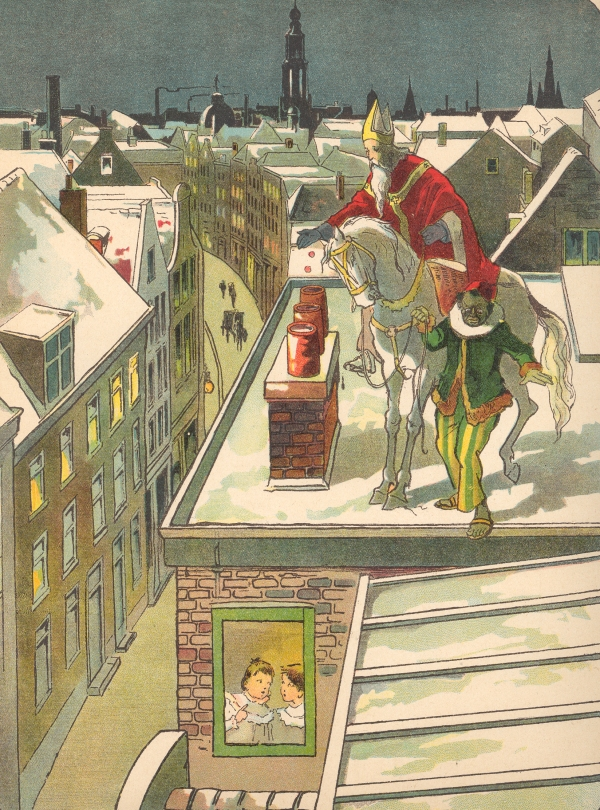
Sint Nicolaas en zijn knecht / door J. Schenkman; geïllustreerd door P. van Geldorp (ca. 1907)
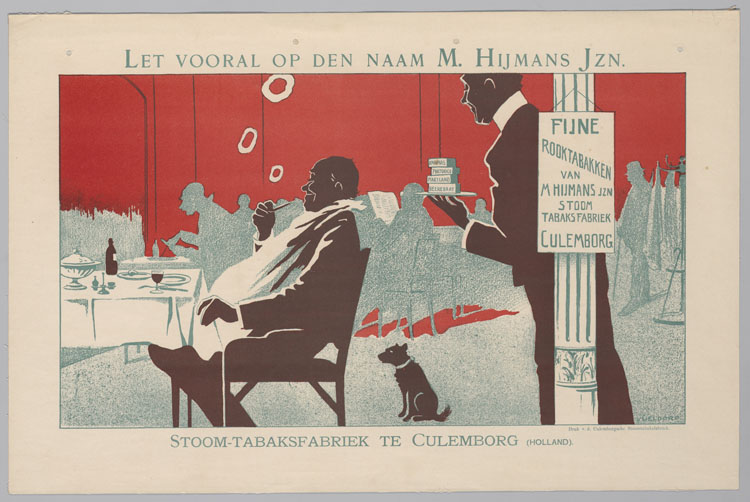
Fijne rooktabakken van M. Hijmans Stoomtabaksfabriek Culemborg (1910)
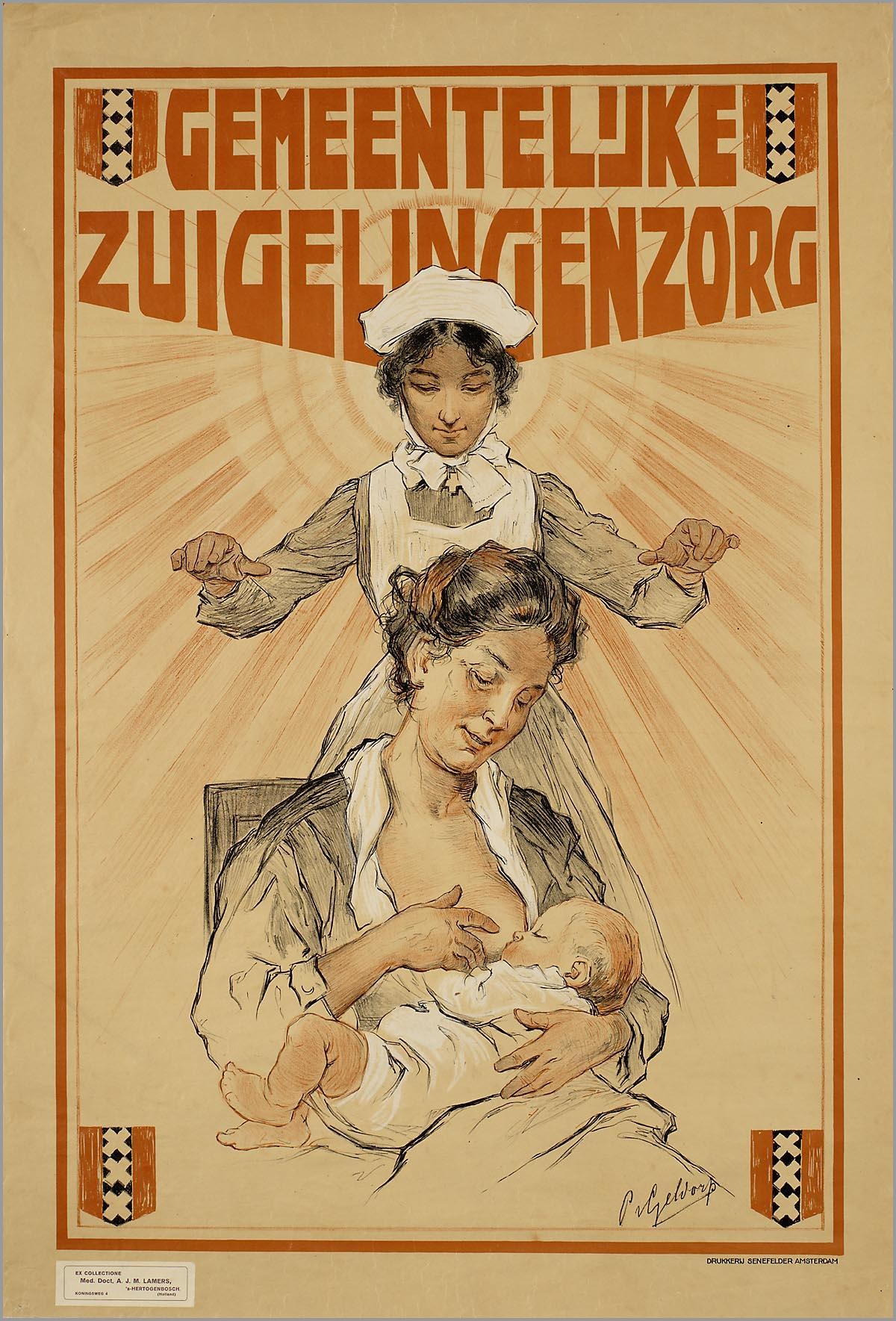
Affiche voor de Gemeentelijke zuigelingenzorg (Amsterdam)
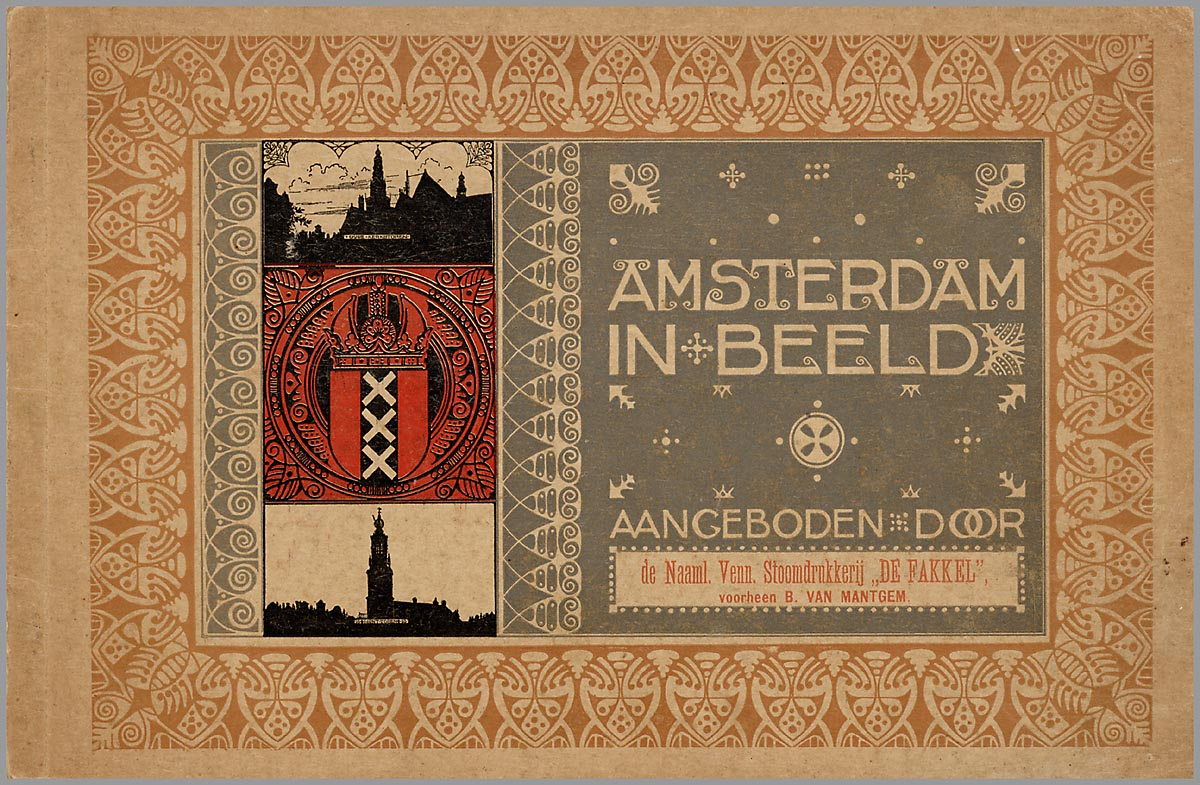
Boek- en Steendrukkerij De Fakkel vh B. van Mantgem (Amsterdam): Brochure: Amsterdam in beeld
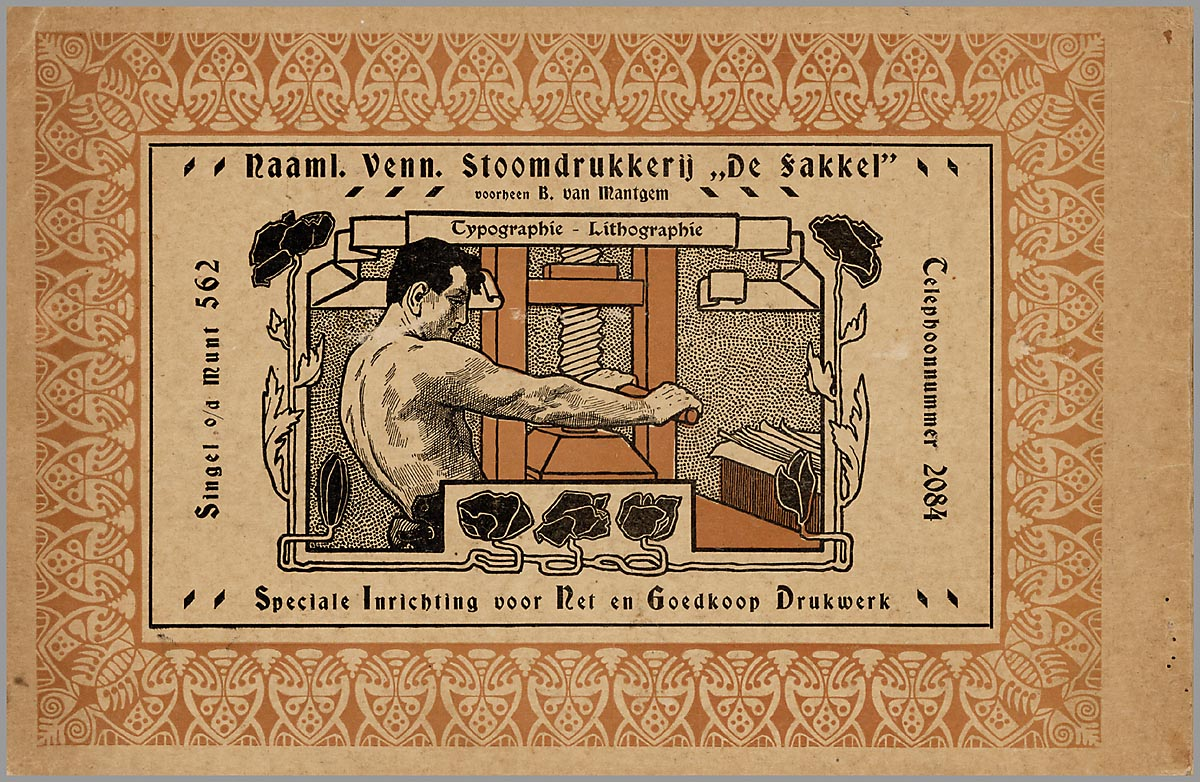
Boek- en Steendrukkerij De Fakkel vh B. van Mantgem (Amsterdam): Brochure: Amsterdam in beeld